# Vũ Xá, Lục Nam
Vũ Xá là một xã thuộc huyện Lục Nam, tỉnh Bắc Giang, Việt Nam.

## Diện tích, dân số
Xã Vũ Xá có diện tích 10,16 km², dân số năm 1999 là 3844 người, mật độ dân số đạt 378 người/km².